# Ziančurinskij rajon
Il Ziančurinskij rajon (in russo Зианчуринский район?) è un municipal'nyj rajon della Repubblica della Baschiria, nella Russia europea.